# 5歳
5歳（ごさい、1983年3月24日 - ）は、日本の男性インフルエンサー、ライター、実業家。本名、菅野 康太（かんの こうた）。株式会社アマヤドリ代表取締役。

## 経歴
高校卒業後、ママチャリを改造し2年かけて総走行距離2万キロの日本一周旅行をする。その後もバックパッカーとして、世界一周するために半年働き半年旅をするバックパッカー生活を送る。インドではマザー・テレサの死を待つ人々の家で2ヶ月ほどボランティアを経験。
22歳で鍼灸専門学校に入学して鍼灸国家免許を取得。専門学校にて整体師の資格を学ぶ。数年整体院で働いた後、実家のある千葉で整体師を開業する。
28代から本格的にはじめたTwitterで家族の日常をユーモラスに切り取ったつぶやきが人気となり、ツイートが漫画化される。フォロワーが10万人を超え、インフルエンサー、ライターとして活動を開始する。
「5歳」という名前は、嫁に隠れてやっていたツイッターでアカウントがバレる度に「恐妻家」→「恐ろしい子」→「恐ろしい妻」→「後妻」とアカウントを作り直して変遷していき、最終的には言葉遊びで「5歳」に落ち着いた。フォロワーが増えるうちに嫁に隠し通しながらツイートをするのは難しいと判断し『嫁公認アカウント』として「嫁に読まれることを前提につぶやく」方向へ完全にシフト、現在のアカウントでツイートするようになる。
SNSの強みを活かしてあさぎーにょなども所属するCHOCOLATEに「リサーチ整体師」として参画。また、牧野圭太が代表を務める株式会社カラスにも出入りする。
2020年2月に『株式会社アマヤドリ』を起業、代表取締役に就任。オンラインサロン運営などの事業を行う。

## 人物
4人兄弟の長男として生まれる。
アルバイト先の寿司屋で出会った嫁と、２人の息子の４人家族。

## 連載
- ぼくの嫁の乱暴な愛情 | 街角のクリエイティブ[10]
- マイナビウーマン[11]
- 5歳の父子旅 | びゅうたび[12]
- 愛妻家アカウントの嫁"非公認"コラム：5歳さん嫁非公認コラム | アイスム[13]
- 困ったときの駆け込み垢！5歳のお悩み相談室 | Relife mode 三井のリハウス [14]
- 5歳さんコラム | ママテナ [15]

## 著書
- ぼくの嫁の乱暴な愛情[16]